# Argentina en los Juegos Olímpicos de Seúl 1988
La participación de Argentina en los Juegos Olímpicos de Seúl 1988 fue la 14.ª actuación olímpica oficial organizada por el Comité Olímpico Argentino. La delegación presentó 124 deportistas, de los cuales 26 eran mujeres, la mayor cantidad y el porcentaje más alto hasta ese momento. La abanderada fue la tenista Gabriela Sabatini.
El equipo olímpico obtuvo dos medallas -una de plata y otra de bronce- y 7 diplomas olímpicos (puestos premiados). En el medallero general ocupó la posición n.º 35 sobre 159 países participantes. Las medallas fueron obtenidas por dos deportes que nunca habían obtenido una: el tenis y el voleibol.
La actuación de Argentina en Seúl 1988 marcó un momento de recuperación del deporte olímpico, al obtener dos medallas, luego de 16 años de no alcanzar ninguna. Las condiciones de la competencia habían variado sustancialmente, volviéndose mucho más ardua, de la mano del profesionalismo y del aumento sustancial de los países competidores, que se habían triplicado con respecto a los años previos a la Segunda Guerra Mundial. Teniendo en cuenta esas condiciones, el desempeño argentino en Seúl fue relativamente satisfactorio, y su clasificación como n.º 35 en el medallero, es la quinta mejor colocación histórica, en la tabla por cantidad de competidores.
Pese a ello, en números absolutos, Argentina no obtuvo medallas de oro en Seúl, logro que se obtenía en todos los Juegos entre 1924-1952, y las dos medallas obtenidas se encontraban muy por debajo de las entre cuatro y siete medallas por juego obtenidas entre París 1924 y Helsinki 1952. En ese sentido, la actuación argentina en Seúl 1988, se mantuvo dentro de los magros resultados, que habían comenzado en los Juegos de Melbourne 1956, cuando se inició un período de decadencia, influenciado razones políticas y de escaso apoyo estatal. El rendimiento olímpico argentino recién recuperaría en 2004 los niveles absolutos que tuvo en el período 1924-1952.
La delegación argentina a Seúl 1988, incluyó 26 deportistas mujeres, un 21% del total. Constituyó un momento histórico de participación femenina en el deporte olímpico argentino, más del doble del máximo alcanzado en Londres 1948, en donde actuaron 11 mujeres. Desde entonces la participación femenina iría creciendo hasta alcanzar el máximo histórico del 42% (58 deportistas) en 2008.
Los resultados deportivos marcaron también éxitos en deportes que nunca habían resultado premiados, como el tenis, el voleibol y el hockey sobre césped, que formarían desde entonces importantes equipos.

## Medalla de plata en tenis

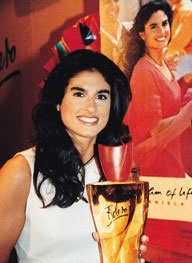
La tenista Gabriela Sabatini, ganó una medalla de plata en Seúl 88, la primera medalla para Argentina, luego de dieciséis años sin obtener ninguna, y la primera para el tenis.

El 1 de octubre Gabriela Sabatini (18 años), abanderada de la delegación argentina, obtuvo medalla de plata en tenis, en la competencia de single femenino. Argentina no había obtenido ninguna medalla olímpica desde el 2 de septiembre de 1972, cuando el remero Alberto Demiddi llegara segundo en los Juegos de Múnich.
Seúl 88 fue importante para el tenis porque volvía a ser incluido como deporte olímpico luego de que fuera excluido en París 1924. Por su parte, Argentina había comenzado a desarrollar la práctica masiva del tenis luego de que el marplatense Guillermo Vilas se convirtiera en uno de los principales jugadores del mundo a mediados de la década de 1970. Hasta ese momento el tenis en el país había sido un deporte de élite, ignorado por el público masivo y practicado principalmente en los clubes ligados a la colectividad británica sobre canchas de polvo de ladrillo.
Gabriela Sabatini, que junto con Guillermo Vilas son los únicos tenistas argentinos incluidos en el Salón Internacional de la Fama del Tenis, fue parte de la primera generación de jóvenes que se volcaron masivamente en la década de 1980 a practicar tenis bajo la influencia de los éxitos de Vilas. Integrante del popular Club Atlético River Plate, Sabatini había ganado su primer título (Tokio) en 1985, cuando contaba con quince años y para 1988 ya había obtenido ocho torneos WTA y llegado a tres semifinales de Roland Garros, sobre polvo de ladrillo.
La favorita para ganar la medalla de oro era la alemana Steffi Graf, considerada por muchos como la mejor tenista de la historia, pero en Seúl se dieron cita las mejores tenistas del momento, destacándose el poderoso equipo de los Estados Unidos, integrado por Chris Evert, Pam Shriver y Zina Garrison (las dos últimas serían medalla de oro en dobles).
Gabriela Sabatini enfrentó en segunda ronda a Sabrina Goleš de Yugoslavia, venciendo 6-1, 6-0. Goleš había perdido en tres sets (debido a una lesión) la final de tenis ante Steffi Graf, en los Juegos Olímpicos de Los Ángeles 1984, cuando la competencia se realizó como exhibición.
En la tercera ronda Sabatini jugó con la alemana occidental Sylvia Hanika, quien había sido n.º 5 del mundo en 1983 y llegado a la final de Roland Garros en 1981. Perdió el primer set por un contundente 1-6, para recuperarse en los dos finales, que ganó 6-4 y 6-2.
En cuartos de final Gabriela debió enfrentar a la soviética (Bielorrusia), Natasha Zvereva, quien con 17 años, estaba en un momento excelente, habiendo llegado ese año a la final de Roland Garros, tras vencer a Martina Navratilova y Helena Suková. La argentina se impuso en dos sets, 6-4 y 6-3.
En la semifinal se enfrentaron Gabriela Sabatini y la búlgara Manuela Maleeva. Maleeva había alcanzado el número tres del mundo en 1983 permaneciendo en el top ten del ranking hasta 1992. Pese a las expectativas de un partido disputado, Gabriela Sabatini ganó el partido de manera contundente, 6-1, 6-1.

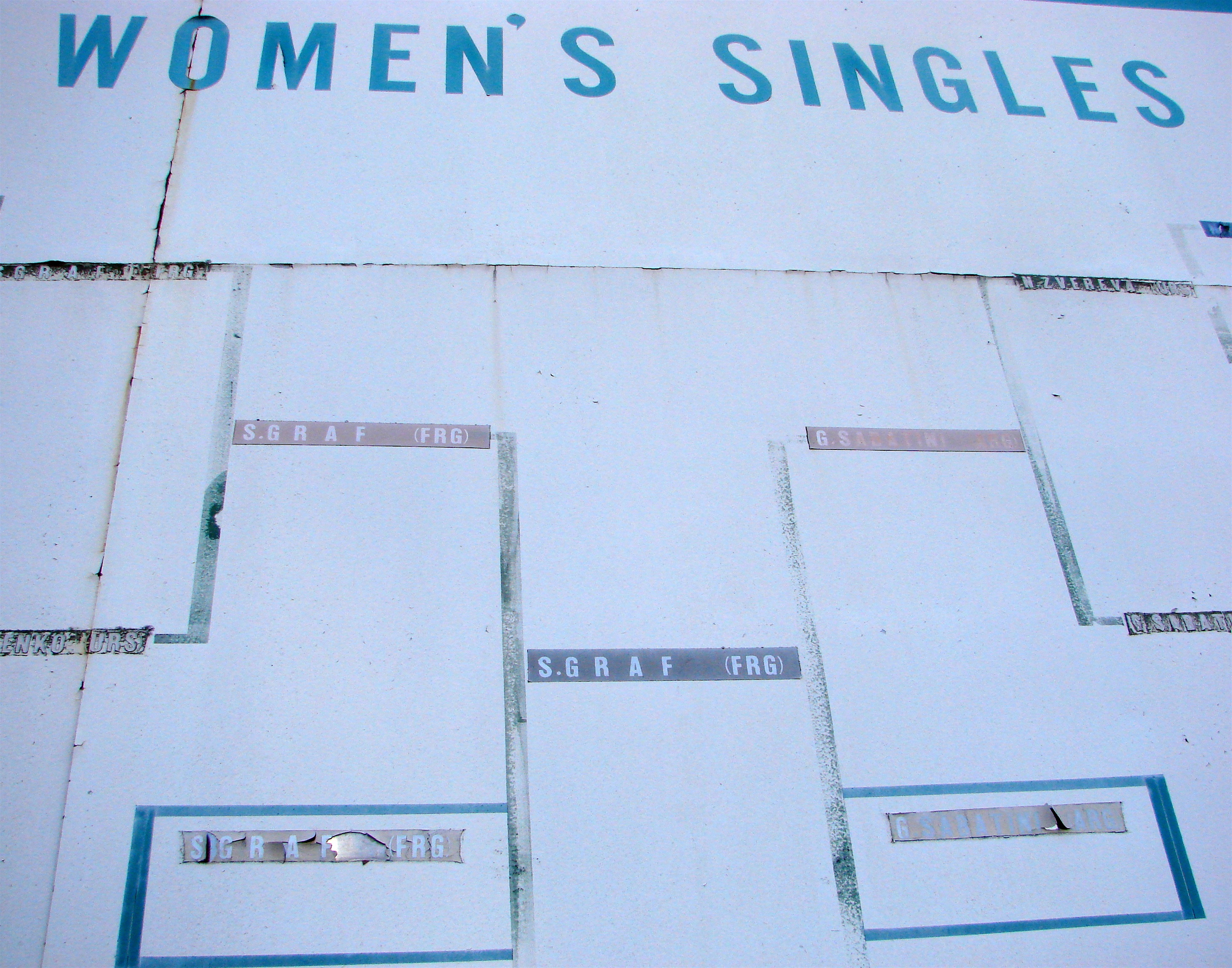
Tablero del fixture individual femenino en Seúl 88, que muestra ganadora a Steffi Graf sobre G. Sabatini.

La final fue disputada contra la favorita Steffi Graf (19 años), en el mejor año de su extraordinaria carrera. Graf había ganado ese año los cuatro títulos del Grand Slam, convirtiéndose así en una de las tres mujeres que alcanzaron ese logro en la historia. Sin embargo Sabatini había sido la única que había podido vencer a Graf ese año, haciéndolo además dos veces, en la pista dura de Boca Raton y de arcilla de Amelia Island.
El partido fue más cerrado de lo que finalmente indicaría el marcador favorable a Graf (6-3; 6-3). Ya en el primer juego, Sabatini tuvo tres puntos para quiebre que no pudo aprovechar y en el quinto juego logró quebrar el saque de la alemana para ponerse adelante 3-2 con su saque. Graf sin embargo reaccionó y con un juego muy agresivo, recuperó el quiebre en el juego siguiente, para quebrar a su vez a la argentina, en el octavo parcial, y adjudicarse el primer set 6-3.
En el segundo set ambas jugadoras mantuvieron su saque hasta el 4-4, momento en el cual Graf logró quebrar a Sabatini, aprovechando el segundo servicio, y ganar la medalla de oro, al mantener su saque en el último juego. De este modo Graf se convirtió en el único deportista en la historia en ganar, en el mismo año, los cuatro torneos del Grand Slam y la medalla de oro olímpica, logro que se ha conocido como Golden Slam.

## Medalla de bronce en vóley

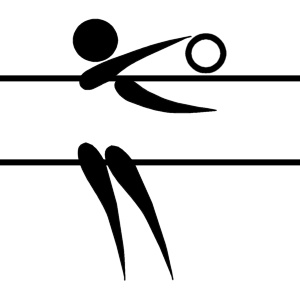
Pictograma para el vóley utilizado en Seúl 88.

El 2 de octubre el equipo de vóley masculino obtuvo la medalla de bronce luego de superar a Brasil 3-2 en el partido por el tercer lugar. Los Juegos Olímpicos son considerados la competencia más importante del vóley mundial. Es la primera medalla olímpica del vóley argentino, que en Los Ángeles 1984 ya había obtenido diploma olímpico al finalizar en sexto lugar y en Tokio 2020 conseguiría su segunda presea. El equipo argentino estaba integrado por un grupo de jugadores conocidos como Generación del 82, debido a que ese año había alcanzado el tercer puesto en el Campeonato Mundial realizado en la Argentina. Se trató también de la primera medalla obtenida en un deporte de equipo colectivo, luego de las medallas de oro obtenidas por el polo en 1924 y 1936 y la medalla de plata obtenida por el fútbol en 1928. Anticiparía así la tendencia a obtener medallas en otros deportes colectivos como el fútbol, el hockey sobre césped y el básquetbol, a partir de 1996.
La competencia se realizó con doce equipos divididos en dos zonas de seis, en las que debían jugar todos contra todos. Los dos primeros de cada zona clasificaban para las semifinales. En ese momento el reglamento establecía que sólo sumaba puntos el equipo que ganaba con su saque, sistema que años después se modificaría por el actual, que otorga el punto al ganador, sin importar que haya o no sacado. Cada partido se jugaba al mejor de cinco sets, de quince puntos cada uno, debiendo el ganador sacar ventaja de dos puntos.
La Argentina integró la zona B con Estados Unidos (junto a la Unión Soviética candidatos casi indiscutibles a disputarse la medalla de oro), Países Bajos, Francia, Japón y Túnez. En los análisis previos la Argentina debería disputar con los Países Bajos y Francia la posibilidad de ser escolta de Estados Unidos, asumiendo que los tres perderían su partido contra el equipo estadounidense.
El primer partido lo disputó contra Túnez, el equipo más débil de la zona, ganando tres sets a cero (15-5, 15-11, 15-6); Túnez no ganaría ningún set en la competencia. El segundo partido fue contra Japón, ganando 3-1 (15-11, 15-12, 1-15, 15-11), pero perdiendo el tercer parcial por un inexplicable 1-15, que podría complicar sus chances de clasificación en caso de un eventual empate en el segundo lugar.
El tercer partido fue contra Estados Unidos, quién a la postre sería el campeón olímpico. La expectativa previa era intentar ganar algún set, que le permitiera a la Argentina recuperar el que perdió contra Japón. La Argentina sin embargo sorprendió a todos ganando los dos primeros sets por 11-15 en ambos casos. En el tercer set Estados Unidos pareció comenzar a imponer su superioridad al ganarlo 15-4. Pero la Argentina recuperó el nivel en el cuarto set y estuvo a punto de ganar el encuentro, cuando llegaron empatados a 15, momento en el cual Estados Unidos logró ganar su punto de saque, para ganar el parcial y empatar el partido 2-2. En el último set, la Argentina no pudo mantener su nivel y terminó cayendo finalmente 15-7.
El cuarto partido era el partido decisivo por la clasificación contra los Países Bajos, que le había ganado a Francia 3-1 y también había ganado un set a Estados Unidos. Se anticipaba un encuentro muy disputado, pero la Argentina venció con contundencia en tres sets (15-11, 15-7, 15-8), ubicándose segunda en la zona y asegurándose la clasificación.
El quinto y último partido fue contra Francia, pero la Argentina ya estaba clasificada, debido a lo cual jugó con menor intensidad, cuidando a los jugadores para la etapa siguiente. Francia ganó entonces en tres sets corridos (15-7, 15-5, 15-5).
En la semifinal el equipo argentino debió enfrentar a la Unión Soviética, mientras que en la otra semifinal Estados Unidos enfrentaría a Brasil; los equipos del norte eran amplios favoritos y todos los observadores esperaban un enfrentamiento en la final de las dos selecciones.
Los dos primeros sets fueron muy disputados: el primero fue ganado por los soviéticos 15-11 y el segundo llegó empatado a 15, momento en que recién los soviéticos lograron sacar una luz, para imponerse 17-15. En el tercer set la Argentina pareció sentir el impacto de haber perdido el segundo set y la Unión Soviética terminó ganando su pase a la final al vencer 15-8.
La Argentina y Brasil, un clásico sudamericano, debieron enfrentarse entonces por la medalla de bronce. Brasil, una potencia mundial del vóley, había sido medalla de plata en los Juegos Olímpicos anteriores y ganaría la de oro en los juegos siguientes.
El equipo argentino ganó con cierta holgura el primer set 15-10. El segundo set llegó a doce con ambos equipos empatados, pero los brasileños lograron quebrar la paridad para atribuírselo por 15-12. En el tercer set la Argentina volvió a imponer su superioridad ganando por una ventaja de 15-8, pero Brasil, una vez más emparejó el marcador al obtener el cuarto set 15-12. En el set final la Argentina se mostró superior y alcanzó un marcador de 11-4 que la ponía al borde del triunfo, pero al momento de cerrar los argentinos parecieron sentir el significado de la situación y permitieron la recuperación de Brasil, que ganó cinco puntos seguidos, poniéndose a sólo dos (11-9). En ese momento Hugo Conte consiguió ganar el punto para la rotación del saque y a continuación Jon Uriarte y Daniel Castellani bloquearon el remate brasileño para ponerse 12-9. En adelante la Argentina no permitiría nuevos puntos de Brasil, para ganar 15-9 y obtener el tercer lugar y la medalla de bronce.
El equipo argentino estuvo formado por Daniel Castellani (27), Daniel Colla (24), Hugo Conte (25), Juan Carlos Cuminetti (21), Alejandro Diz (23), Waldo Kantor (28), Eduardo Esteban Martínez (26), Esteban de Palma (21), Raúl Quiroga (26), Jon Emili Uriarte (26), Carlos Weber (22) y Claudio Zulianello (23). El director técnico fue Luis Muchaga.
El vóley argentino tendría también actuaciones destacadas en los siguientes Juegos con excepción de Barcelona 1992 y Beijing 2008, saliendo octavos en Atlanta 1996, cuartos en Sídney 2000 y quintos en Atenas 2004, en todos los casos con diploma olímpico.

## Diplomas olímpicos (puestos premiados) y otros buenos resultados

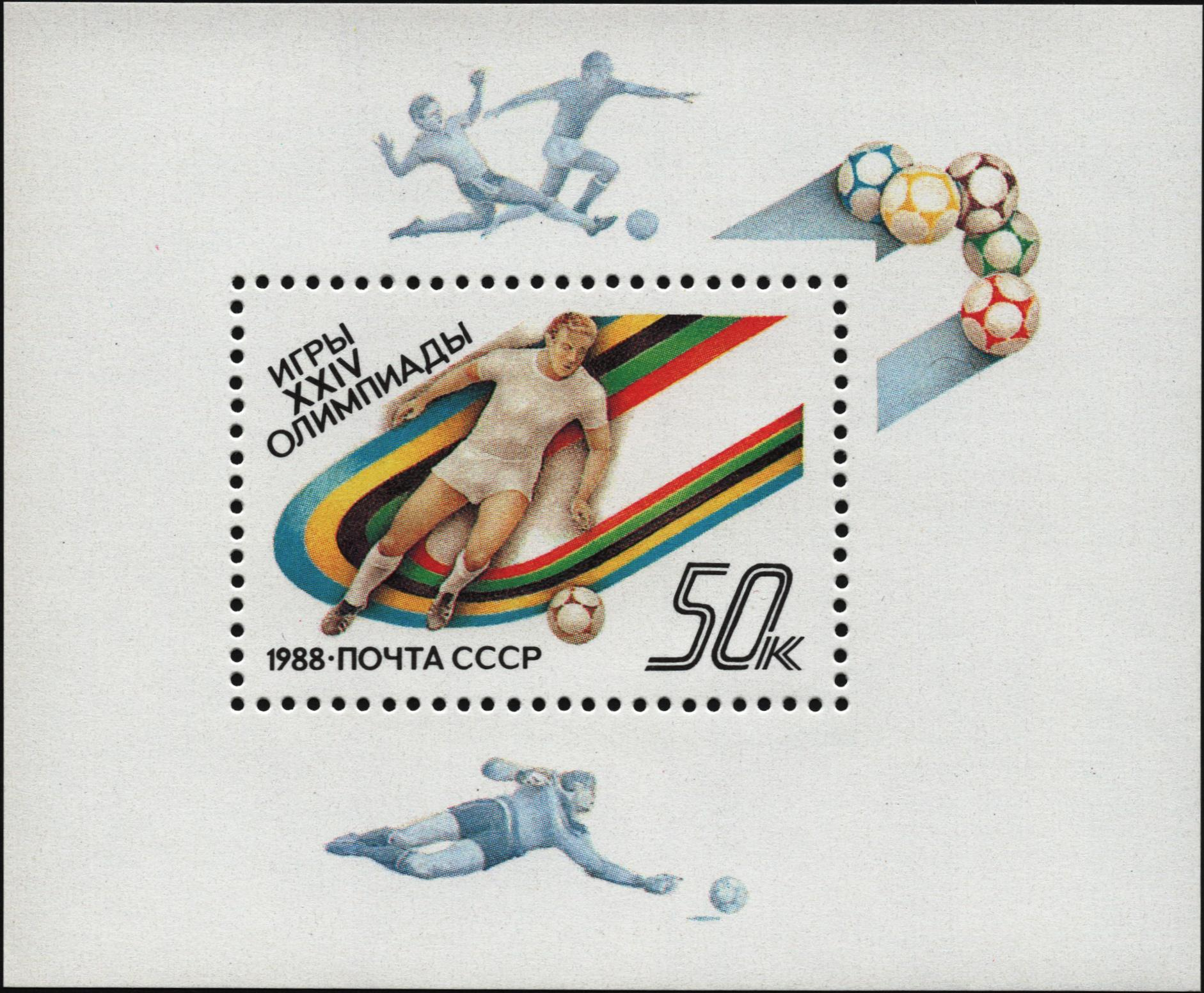
Estampilla soviética conmemorativa de la competencia de fútbol en Seúl 88.

Los atletas argentinos en Seúl 1988 obtuvieron 7 diplomas olímpicos (puestos premiados), destacándose el hockey sobre césped que obtuvo diploma tanto en la competencia femenina como masculina, y el tenis que, además de la medalla de plata, obtuvo un 5.º lugar.
 Martín Jaite (25 años), en tenis, salió 5.º (cuartos de final) en la competencia de single masculino.
  El hockey sobre césped obtuvo dos diplomas en las dos pruebas (masculina y femenina) del deporte, al alcanzar las mujeres el 7.º puesto y los varones el 8.º. El equipo femenino estuvo integrado por Verónica Bengochea, Moira Brinnand, Victoria Carbó, Cecilia Colombo, Andrea Fioroni, Marcela Hussey, Gabriela Liz, Marisa López, Laura Mulhall, Laura Ormaechea, Alejandra Palma, Gabriela Pazos, Fabiana Ricchezza, Gabriela Sánchez, Alejandra Tucat y Alina Vergara. El equipo masculino estuvo formado por Otto Schmitt, Alejandro Siri, Miguel Altube, Marcelo Mascheroni, Marcelo Garrafo, Edgardo Pailos, Alejandro Doherty, Aldo Ayala, Carlos Geneyro, Gabriel Minadeo, Alejandro Verga, Fernando Ferrara, Emanuel Roggero, Franco Nicola, Martín Sordelli y Mariano Silva.
 Juan Esteban Curuchet (25 años), en ciclismo, salió 5.º en la prueba por puntos, repitiendo su desempeño en Los Ángeles 1984. Veinte años después, en Beijing 2008, Curuchet obtendría en la prueba Madison, la 16.ª medalla de oro de la historia argentina.
 El seleccionado masculino de fútbol logró un diploma al finalizar en 5.ª posición. El equipo estaba formado por Luis Islas, Rubén Agüero, Mauro Aires, Carlos Alfaro Moreno, Claudio Cabrera, Jorge Comas, Hernán Díaz, Néstor Fabbri, Daniel Hernández, Néstor Lorenzo, Fabián Cancelarich, Mario Lucca, Carlos Mayor, Pedro Monzón, Hugo Pérez, Alejandro Ruidiaz, Alejandro Russo y Dario Siviski.
 Jorge García Velazco, en vela, salió 7.º en la clase Mistral, incorporada como prueba olímpica, en los anteriores Juegos de Los Ángeles 1984.
 Gastón García, en judo, obtuvo el 7.º lugar en la categoría hasta 78 kilos. Obtendría otro diploma en los Juegos de Atlanta 1996.
Entre los buenos resultados logrados se destaca el 12.º lugar obtenido por Verónica Ribot en saltos ornamentales (plataforma), un deporte con muy escasos cultores de nivel mundial en la Argentina, repitiendo la actuación que había obtenido en trampolín, en los Juegos Olímpicos de Los Ángeles 1984. Ribot sería premiada con un diploma olímpico por su 8.º lugar en los Juegos Olímpicos de Barcelona 1992.

## Circunstancias
En los Juegos Olímpicos de Seúl, Argentina mostraría una confusa política en materia de difusión de los deportes olímpicos, que se continuaría en los años siguientes. Un manifestación de ello fue la falta de transmisión en directo del histórico duelo en los 100 metros llanos entre Ben Johnson y Carl Lewis, constituyéndose así en uno de los pocos países del mundo en donde sus habitantes no pudieron ver la carrera en directo, evento que, por otra parte constituyó en su momento un récord mundial de espectadores.
Por otra parte en Seúl, el boxeo argentino, proveedor histórico de la mayor cantidad de medallas y diplomas, por primera vez desde 1924, no obtendría medalla ni diploma olímpico, evidenciando la pérdida de importancia de este deporte, en el panorama olímpico de Argentina. Pese a ello el boxeo obtendría medalla de bronce en Atlanta 1996 (Pablo Chacón) y dos diplomas, uno en Barcelona 1992 y el otro Sídney 2000.